# Naltchik
Nalchik (en russe et karatchaï-balkar : Нальчик ; en kabarde : Налшык) est une station thermale et la capitale de la république de Kabardino-Balkarie, en Russie. Sa population s'élevait à 239 583 habitants en 2020.
Elle a reçu le titre de « Ville de la gloire militaire (ru) », par oukaze présidentiel, le 25 mars 2010.

## Géographie
Nalchik est située dans le Caucase du Nord, à 512 m d'altitude. Elle se trouve à 217 km au sud-est de Stavropol et à 1 430 km au sud-sud-est de Moscou.
Nalchik se trouve au bord de la rivière du même nom qui fait partie du bassin du Terek. Le centre-ville est à 490 m d'altitude et certains faubourgs à 600 m d'altitude. La superficie de la municipalité est de 150 km2, dont 991 hectares pour ses espaces verts. La ville possède un parc d'attraction et des lacs artificiels, propices à la baignade d'été, un immense parc, menant à la forêt, et des sources d'eau minérale.

## Climat
Les mois les plus chauds sont : juin (température moyenne maximale 28 °C), juillet (31 °C), août (30 °C) ; les plus froids : décembre (température moyenne minimale −3 °C), janvier (−4 °C), février (−5 °C).

## Dénomination
Nalchik signifie en langue locale fer à cheval, car elle se trouve sur une hauteur rappelant la forme d'un demi-cercle, comme un fer à cheval. C'est pourquoi celui-ci se retrouve dans le blason de la ville.

## Histoire

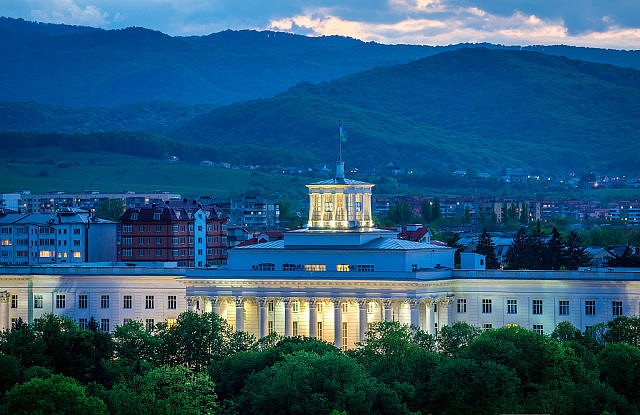
La Maison Blanche, siège du gouvernement de la république de Kabardino-Balkarie, au centre de Nalchik.

L'origine de Nalchik remonterait à 1724 avec l'arrivée de quelques foyers, mais c'est en 1808 qu'elle devient un petit bourg du nom de Kabardy (Кабарды), chef-lieu politique et administratif local des princes kabardes. En 1818, une forteresse russe y est construite sur ce qui constitue la ligne frontalière fortifiée du Caucase et ainsi une petite ville voit le jour qui se développe tout au long du XIXe siècle. Naltchik devient sloboda en 1862. Il y avait alors 2 300 habitants.
Nalchik reçoit officiellement le statut de ville en septembre 1921 et devient en 1922 la capitale de la région autonome de Kabardino-Balkarie. En 1936, elle devient la capitale de la république socialiste soviétique autonome de Kabardino-Balkarie.
Pendant la Seconde Guerre mondiale, Naltchik est occupée par l'Allemagne nazie du 28 octobre 1942 au 3 janvier 1943, en partie par les troupes roumaines Vânători de munte (ro) de Ioan Dumitrache (ro) et des centaines de juifs y sont assassinés sur place par l'Einsatzkommando D. Jonathan Littell, dans le roman Les Bienveillantes (2006), y situe une conférence visant à déterminer l'identité raciale des Juifs des montagnes.
Elle est libérée par la 37e armée du nord du front transcaucasien de l'Armée rouge et par des partisans. La ville, qui est gravement endommagée, est immédiatement reconstruite. Un combinat de viande rouvre rapidement, les lignes téléphoniques sont rétablies le 15 mars, le théâtre dramatique et l'orchestre philharmonique reprennent leurs activités en juin 1943.
Le 8 mars 1944, tous les habitants de nationalité balkare sont déportés par train en Kirghizie et au Kazakhstan sur ordre de Staline, sous l'accusation de collaboration avec l'ennemi. Ils ne seront autorisés à revenir dans la république de Kabardino-Balkarie qu'en 1957.
La plupart des bâtiments du centre ville datent des années 1960 et 1970. Nalchik devient une station thermale en 1966, mais il existe en centre-ville des rues préservées de maisons individuelles d'avant 1917.
Depuis 1991, elle est la capitale de la république de Kabardino-Balkarie, sujet de la fédération de Russie. Des manifestations éclatent en août 1991 devant le palais des soviets exigeant le retrait de la statue de Lénine, ce qui est fait. Toutefois les manifestations reprennent du 24 septembre au 4 octobre 1992, réclamant la libération du président autoproclamé de la confédération des peuples montagnards du Caucase, Chanibov, dans le contexte de la première guerre de Tchétchénie, alors que tout le pays est en proie à un total délitement économique et politique et que la Tchétchénie s'enfonce dans la sécession. Les mois qui suivent sont tragiques pour la ville, où le chômage frappe la majorité de la population et les entreprises ferment les unes après les autres. Le nouveau président de la république de Kabardino-Balkarie, Valeri Kokov (1941-2005) accueille des milliers de réfugiés tchétchènes en 1995 dans les anciennes maisons de cure et hôtels de la ville.
La résurrection de la ville date de 1997, avec un retour à la stabilité politique, la restauration des bâtiments et des parcs et au fil des mois une amélioration du niveau de vie, malgré le temps d'arrêt de la crise économique d'août 1998. À la fin de l'année 1999, elle est redevenue une station thermale. Un tiers de la ville a le statut de zone de cure et de repos et la circulation automobile y est interdite. Plus de quarante maisons de repos accueillent des touristes et des curistes.

## Attaque de Nalchik
Le 13 octobre 2005, entre 9 h et 10 h du matin, des actes terroristes commis par des islamistes se réclamant de l'organisation du « Front du Caucase » basé en Tchétchénie, causèrent la mort de 14 civils, de 35 membres des forces de l'ordre, sur neuf cibles, plus trois commissariats. Du côté des terroristes, on compta selon eux 37 morts, mais selon les sources russes, il est fait état de 89 morts et de 36 capturés. Les combats se poursuivirent le 14 octobre.

## Subdivisions
Le territoire de la ville est divisé en neuf « raïons » ou quartiers, qui ne sont pas des entités administratives, mais des subdivisions non officielles.
| N° | Dénomination | Situation                   |
| 1  | Alexandrovka | nord-est de la ville        |
| 2  | Volny Aoul   | sud-est de la ville         |
| 3  | Gornaïa      | sud-ouest de la ville       |
| 4  | Dolinsk      | sud de la ville             |
| 5  | Doubki       | est de la ville             |
| 6  | Zatichié     | ouest de la ville           |
| 7  | Iskoj        | nord de la ville            |
| 8  | Strelka      | nord-ouest de la ville      |
| 9  | Centre       | partie centrale de la ville |

## Population

### Démographie
Au cours des années 1990, la situation démographique de Nalchik s'est détériorée. L'accroissement naturel était de 7,5 pour mille en 1990, avec un taux de natalité de 15,4 pour mille et un taux de mortalité de 7,9 pour mille. La natalité a fortement baissé (7,9 pour mille en 2005) et la mortalité a augmenté (9,1 pour mille), si bien que le solde naturel est faiblement négatif (–1,2 pour mille en 2005).
Recensements ou estimations de la population,,,.
| 1897* | 1926*  | 1939*  | 1959*  | 1970*   | 1979*   |
| ----- | ------ | ------ | ------ | ------- | ------- |
| 4 809 | 12 893 | 47 970 | 87 617 | 145 690 | 207 406 |

| 1989*   | 2002*   | 2010*   | 2012    | 2013    | 2014    |
| ------- | ------- | ------- | ------- | ------- | ------- |
| 234 547 | 274 974 | 240 203 | 239 337 | 239 098 | 238 802 |

| 2015    | 2016    | 2017    | 2018    | 2019    | 2020    |
| ------- | ------- | ------- | ------- | ------- | ------- |
| 238 987 | 239 040 | 239 200 | 239 300 | 239 710 | 239 583 |

### Nationalités
Au recensement de 2002, la population de Nalchik se composait de  :
- Kabardes : 42,8 %
- Russes : 29,8 %
- Balkars : 14,2 %
- Autres : 13,2 %

Au recensement de 2010, la population de Nalchik se composait de
- Kabardes : 49,25% soit 118 300 habitants
- Russes : 28,77% soit 69 106 habitants
- Balkares : 12,16% soit 29 212 habitants
- Ossètes : 2,04% soit 4 905 habitants
- Ukrainiens : 0,8% soit 1 932 habitants
- Arméniens : 0,75% soit 1 793 habitants
- Tcherkesses : 0,67% soit 1 595 habitants
- Tchétchènes : 0,55% soit 1 320 habitants
- Géorgiens : 0,45% soit 1 072 habitants
- Autres nationalités : 4,10% soit 9 857 habitants (dont un peu moins d'un millier de Juifs des montagnes[11])
- Nationalité non précisée : 0,46% soit 1 111 habitants
- Total : 240 203 habitants.

### Religion
La majorité de la population est soit chrétienne orthodoxe, soit musulmane sunnite. La congrégation catholique des Frères de Saint-Jean s'y est installée au début des années 2000, et anime la paroisse catholique Saint-Joseph, aidée de Sœurs Missionnaires de la Charité.
Les paroisses orthodoxes sont regroupées autour de la paroisse Saint-Siméon (1re église construite en 1851 pour la garnison, et église actuelle en 1943) et de la paroisse Sainte-Marie-Madeleine (grande église néo-byzantine construite en 2004-2010). Une paroisse géorgienne et une paroisse arménienne sont également enregistrées. Il existe aussi un lieu de prières baptiste.
Les musulmans sunnites se réunissent dans la grande mosquée nouvellement construite avec de hauts minarets. Une université islamique est en construction.

## Culture

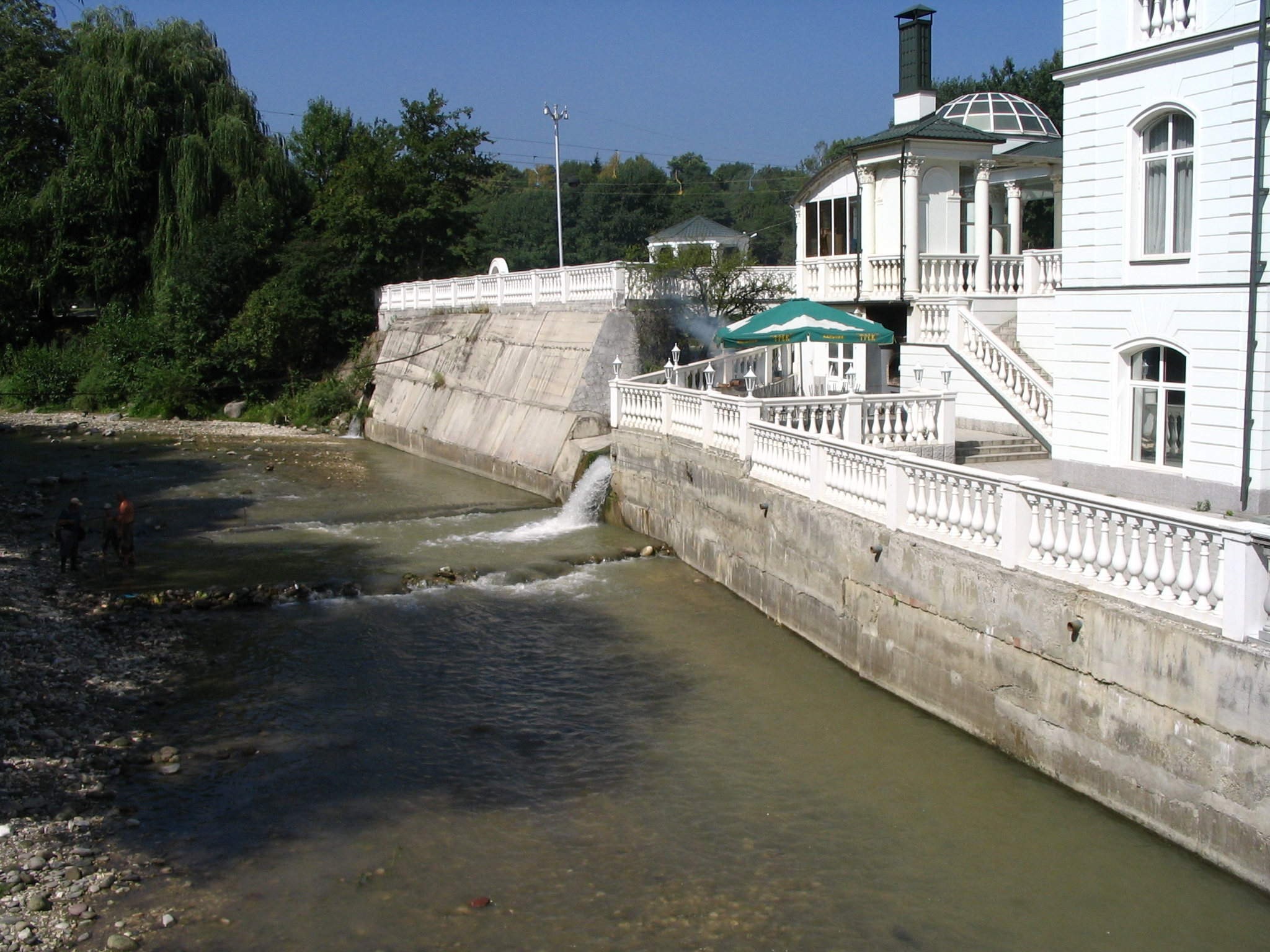
Établissement thermal à Nalchik.

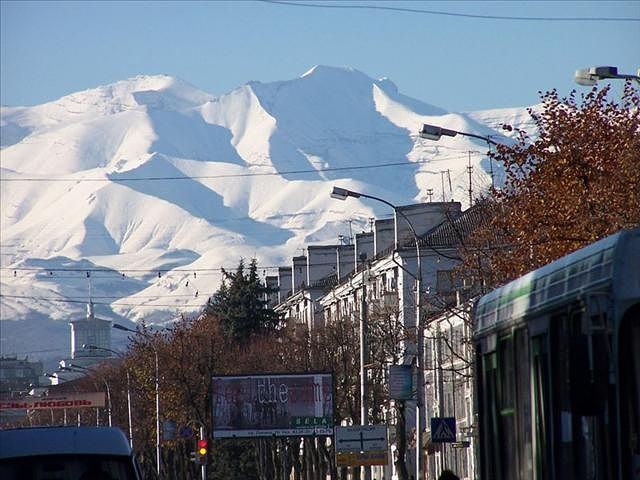
Vue d'une montagne dominant la ville.

La ville possède un musée de l'histoire et de l'art local, un musée des sciences et techniques, et quatre théâtres :
- le théâtre d'art dramatique russe
- le théâtre de verdure, en forme d'amphithéâtre
- le théâtre kabarde
- le théâtre balkar.

Kantemir Balagov(1991) et Vladimir Bitokov(1985) sont deux réalisateurs de cinémas nés à Nalchik, qui ont étudié le cinéma auprès de l'école fondée dans la ville en 2010 par Alexandre Sokourov au sein de l'université de Kabardino-Balkarie.

## Sport
La ville abrite le club de football du FK Spartak Naltchik, qui a notamment évolué en première division russe de 2006 à 2012.

## Enseignement
La ville possède plusieurs établissements d'enseignement supérieur dont l'université nationale kabardino-balkare Berbekov qui comprend une dizaine de facultés, fondée en 1957.

## Transport

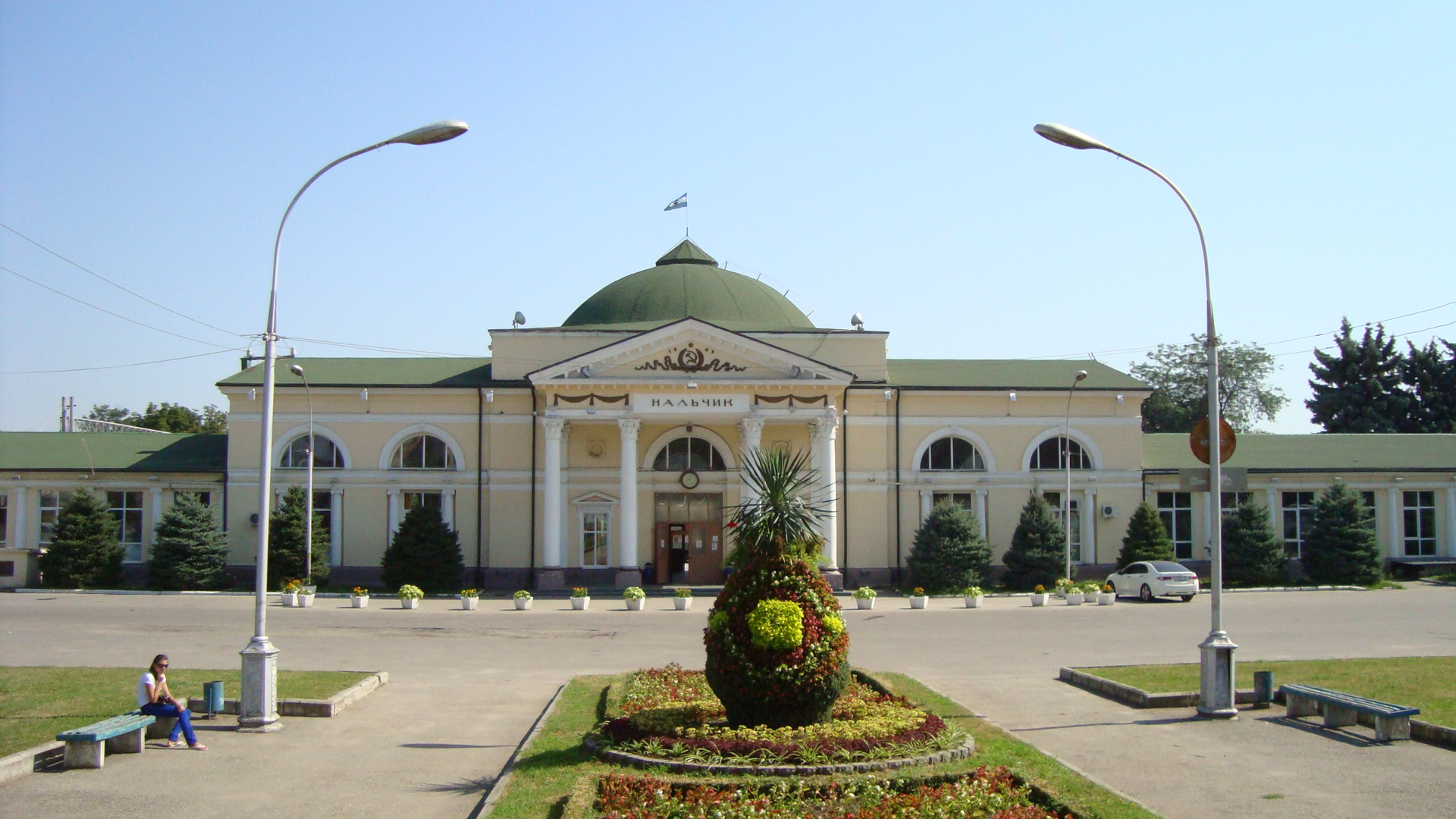
Vue de la gare de Nalchik.

Nalchik possède un aéroport (code AITA : NAL) et une gare ferroviaire. La ville possède un contournement au nord-est, qui est une partie de la route fédérale R217, route reliant la M4 à la frontière avec l'Azerbaïdjan en desservant les villes de Ciscaucasie.